# Sportåret 1908

## Händelser

### Bandy
- 1 mars - Djurgårdens IF blir svenska mästare genom att finalslå Östergötlands IF med 3-1 på Norrköpings idrottspark.[1]
- Okänt datum – Leipziger SC noterar nytt målrekord genom att besegra Charlottenburger SC med 40-2.[2]

### Baseboll
- 14 oktober - National League-mästarna Chicago Cubs vinner World Series med 4-1 i matcher över American League-mästarna Detroit Tigers.[3]

### Fotboll
- 5 april - Tyskland spelar sin första officiella landskamp i fotboll, då man i Basel förlorar med 3-5 mot Schweiz.[4]

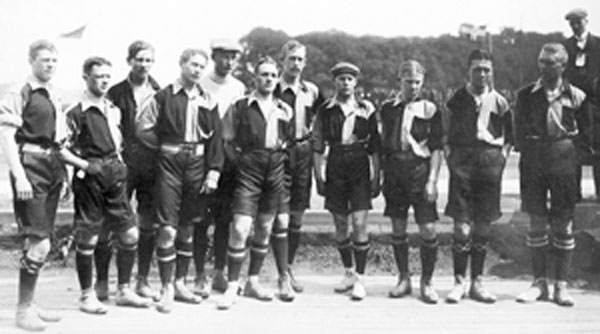
Sveriges första fotbollslandslag.

- 12 juli - I Göteborg spelas såväl Sveriges[5] som Norges[6] första landskamp i fotboll , då länderna möts. Sverige vinner matchen med 11-3 på Göteborgs IP.[7]
- 11 oktober – IFK Göteborg blir svenska mästare för första gången efter finalseger med 4–3 över IFK Uppsala. Matchen spelas på Valhalla IP i Göteborg.[8]
- 24 oktober – Storbritannien vinner den olympiska turneringen genom att vinna finalen mot Danmark med 2-0 i London.[9]

28 oktober - Örebros sportklubb grundades

### Friidrott
- Thomas Morrissey, USA vinner Boston Marathon. [10]
- 13 september - AIK:s stafettlag på stafettlöpning 4 x 200 meter (med Axel Ljung, Josef Pettersson, M. Almqvist och Hilding Håkansson) sätter första svenska världsrekord i friidrott.

### Ishockey
- 15 maj - Internationella ishockeyförbundet bildas i Paris av representanter för Belgien, Frankrike, Storbritannien, och Schweiz.[11]
- 27 september - Det schweiziska ishockeyförbundet bildas.[12]

### Motorsport
- Amerikanen George Robertson vinner Vanderbilt Cup med en Locomobile.

### Nordisk skidsport
- 11 december - Svenska Skidlöpningsförbundet bildas i Sundsvall.[13]

### Tennis
- 30 november - Australasien vinner International Lawn Tennis Challenge genom att finalbesegra USA med 3-2 i Melbourne.[14]

## Evenemang
- 12 februari–17 september – New York - Parisloppet.
- 27 april–31 oktober – Olympiska sommarspelen
- Okänt datum – Cykelloppet Belgien runt anordnas för första gången.

## Födda
- 22 maj - Horton Smith, amerikansk golfspelare.
- 23 augusti - Greta Molander, norsk-svensk rallyförare
- 24 september - Eddie Hapgood, engelsk fotbollsspelare och -tränare.

## Bildade föreningar och klubbar
- 9 mars - Inter
- 28 oktober - Örebro SK[15]

### Fotnoter
1. ↑  Erik Jonsson (1 mars 1908). ”1907–1919”. Svenska Bandyförbundet. Arkiverad från originalet den 14 februari 2015. https://web.archive.org/web/20150214185248/http://www.svenskbandy.se/BANDYFINALEN/HISTORIK/Svenskamastare/Herrar/1907-1919/. Läst 1 september 2011.
2. ↑  ”Bandyhistoria 1875–1919”. Svenska Bandyförbundet. Arkiverad från originalet den 4 juni 2015. https://web.archive.org/web/20150604010835/http://www.svenskbandy.se/BANDY-INFO/FORBUNDET/Historikochstatistik/Historiskamilstolpar/Bandyhistoria1875-1919/. Läst 2 september 2011.
3. ↑  ”1908 World Series” (på engelska). Baseball-Reference.com. http://www.baseball-reference.com/postseason/1908_WS.shtml. Läst 16 juli 2015.
4. ↑  ”(West) Germany - International Results” (på engelska). RSSSF. http://www.rsssf.com/tablesd/duit-intres.html. Läst 20 augusti 2011.
5. ↑  ”Sweden - International Results” (på engelska). RSSSF. http://www.rsssf.com/tablesz/zwed-intres.html. Läst 11 augusti 2011.
6. ↑  ”National team 1908” (på engelska). RSSSF Norway. http://www.rsssf.no/1908/National.html. Läst 11 augusti 2011.
7. ↑  Jimmy Lindahl, Alf Frantz (1 april 1998). ”90 år sedan första landskampen”. Bolletinen. http://www.bolletinen.se/sfs/pdf/arti_h_landslag_90ar_sen_forsta_landskampen.pdf. Läst 22 mars 2020.
8. ↑  Jimmy Lindahl (14 mars 2000). ”Svenska mästare i fotboll 1896–1925”. Bolletinen. http://www.bolletinen.se/sfs/allsvenskan/sm1896.pdf. Läst 10 oktober 2011.
9. ↑  ”Games of the IV. Olympiad” (på engelska). RSSSF. http://www.rsssf.com/tableso/ol1908f.html. Läst 16 augusti 2011.
10. ↑  ”Boston Marathon”. Arkiverad från originalet den 27 april 2015. https://web.archive.org/web/20150427035419/http://www.baa.org/races/boston-marathon/boston-marathon-history/past-champions/past-mens-open-champions.aspx. Läst 9 april 2011.
11. ↑  ”It all started in Paris, 1908” (på engelska). International Ice Hockey Federation. 15 maj 1908. https://www.iihf.com/en/statichub/4808/history-of-ice-hockey. Läst 20 augusti 2011.
12. ↑  ”Year by Year News Headlines in Switzerland” (på engelska). AZ Hockey. 27 september 1908. Arkiverad från originalet den 6 september 2015. https://web.archive.org/web/20150906050231/http://www.azhockey.com/year/yearSwitzerland.html. Läst 27 augusti 2011.
13. ↑  ”Svenska Skidförbundet”. Arkiverad från originalet den 25 maj 2012. https://archive.is/20120525071134/http://www.skidor.com/sv/SvenskaSkidforbundet/OmSvenskaSkidforbundet/Historik/. Läst 8 oktober 2011.
14. ↑  ”Davis Cup”. http://www.daviscup.com/en/draws-results/tie/details.aspx?tieId=10000714. Läst 20 augusti 2011.
15. ↑  Martin Alsiö (14 mars 2004). ”De allsvenska klubbarnas födelsedagar”. Bolletinen. http://www.bolletinen.se/sfs/allsvenskan/grundades.pdf. Läst 11 februari 2015.